# Aegyptogalumna mastigophora
Aegyptogalumna mastigophora är en kvalsterart som beskrevs av Al-Assiuty, Abdel-Hamid, Seif och El-Deeb 1985. Aegyptogalumna mastigophora ingår i släktet Aegyptogalumna och familjen Galumnidae. Inga underarter finns listade i Catalogue of Life.